# Jekaterinburg
 "Sverdlovsk" omdirigeres hertil. For andre betydninger af Sverdlovsk, se Sverdlovsk (flertydig).
Jekaterinburg (russisk: Екатеринбург, tr. Ekaterinburg) er en by i Sverdlovsk oblast i Den Russiske Føderation og er industrielt og kulturelt centrum i Ural-regionen. Byen blev grundlagt i 1723, fik byrettigheder i 1796 og hed Sverdlovsk fra 1924 til 1991. Jekaterinburg er administrativt center i oblasten og har 1.468.833 (2018) indbyggere, hvilket gør den til Ruslands fjerdestørste. Jekaterinburgs storbyområde har 2.211.425 (2012) indbyggere.

## Etymologi
Jekaterinburg er opkaldt efter kejserinde Katarina 1. af Rusland. Byen hed Sverdlovsk mellem 1924 og 1991 opkaldt efter den sovjetiske politiker Jakov Sverdlov, der døde af den Spanske Syge i 1919.

## Geografi
Jekaterinburg ligger på grænsen mellem Europa og Asien, 1.791 km sydøst for Moskva, på de østlige skråninger af Uralbjergene ved floden Iset, der er en del af Irtysj afvandingsområde. Byen er omgivet af skovklædte bakker, delvist opdyrket, og små søer.
Jekaterinburg er placeret centralt i Uralbjergene, hvor bjergene er relativt lave. Passene i de lave bjerge anvendes til de vigtigste færdselsårer fra det centrale Rusland til Sibirien, den sibiriske rute, som nu er udbygget til den transsibiriske vej og den transsibiriske jernbane. Placeringen har resulteret i, at Jekaterinburg har udviklet sig til et vigtigt industrielt og kulturelt center i Ural og et trafikknudepunkt, der sikrer sammenhæng mellem de europæiske og asiatiske dele af Rusland.

### Klima
Jekaterinburg har fastlandsklima med lange, kolde vintre og korte, varme somre præget af store variationer i vejrforholdene og veldefinerede årstider. Uralbjergene giver, på trods af deres lave højde, læ mod luftmasserne fra den europæiske del af Rusland. Som et resultat er det centrale Ural åbent for indtrængen af kold, arktisk luft. Den koldeste måned er januar med en gennemsnitstemperatur på -12,6 °C, den lavest målte temperatur i Jekaterinburg var -44,6 °C. Den varmeste måned er juli med en gennemsnitstemperatur på 19,0 °C, den højest målte temperatur i Jekaterinburg var 38,8 °C. Den gennemsnitlige temperatur på års basis er 3 °C. Den gennemsnitlige årlige nedbør er 541 mm.

## Historie
Uralområdets industrielle udvikling indledtes med anlæggelsen af Jekaterinburgs metalværk i foråret 1723 . Metalværket blev anlagt af Vasilij Tatisjtjev efter dekret af Peter den Store, der gjorde byen til fremskudt fæstning og opkaldt den efter sin anden hustru Katarina.
Jekaterinburg blev anlagt som hovedby i minedriftsregionen, der omfattede et stort område på begge sider af Ural-bjergkæden, på grænsen af de to verdensdele Europa og Asien. Jekaterinburg havde fra anlæggelsen en af de mest overlegne metallurgiske virksomheder med det nyeste teknologiske udstyr i landet.
Under Katarina den Store fik Jekaterinburg i 1781 status som administrativt hovedsæde i Guvernementet Perm. I hendes regeringstid blev den vigtige sibiriske vejforbindelse anlagt, og Jekaterinburg blev en af de vigtigste byer i Sibirien, og "vinduet til Asien", ligesom Sankt Petersborg var Ruslands "vindue til Europa". I 1807 tildeltes byen rollen som minedriftshovedstaden, der bekræftedes ved at tildele Jekaterinburg tilnavnet "Ruslands bjergby". Åbningen af guldminer i nærheden af Jekaterinburg i midten af 1800-tallet gav yderligere en stærk impuls til udviklingen af byen.
Siden slutningen af 1800-tallet og begyndelsen af 1900-tallet var Jekaterinburg et af centrene for den revolutionære bevægelse i Uralbjergene 8. november 1917 etableredes det sovjetiske styre i byen. Den tidligere russiske zar Nikolaj II og hans familie blev henrettet i byen i juli 1918, et par dage før byen blev besat af den tjekkiske legion og Den Hvide Hær den 25. juli 1918. Den 13. august dannedes en overgangsregering, der regerede frem til november 1918, da regeringen anerkendte admiral A. Koltjaks "Provisoriske All-russiske regerings" overhøjhed. I juli 1919 blev byen igen indtaget af den Røde Hær.
Fra 1918 var Jekaterinburg administrativt center i Guvernementet Jekaterinburg, fra 1923 til 1934 administrativt center i Ural oblast. 14. oktober 1924 vedtog Jekaterinburgs byråd at omdøbe byen i Sverdlovsk til ære for Jakov Sverdlov, en af lederne af SUKP(b) og den sovjetiske stat.
Under sovjettiden udvikledes Jekaterinburg fra en provinsby i Guvernementet Perm til et kraftfuldt industrielt center i landet. Blandt russiske byer er Jekaterinburg en af de fem vigtigste og på en række indikatorer blandt de tre mest udviklede.

### 1930'erne og Anden Verdenskrig
I 1930'erne var Jekaterinburg et af flere steder, den sovjetiske regering udviklede som centre for sværindustrien. I 1930'erne indledtes opførelsen af store tekniske og metallurgiske fabrikker.
20. september 1933 afholdt den centrale eksekutivkomité sit møde i byen og anbefalede, at Sverlovsk blev sammenlagt med forstæderne Nizjneisetskij og Uktus.
Mange statslige tekniske institutioner og hele fabrikker blev evakueret fra byer berørt af krigen, blandt andet Moskva, til Jekaterinburg under krigen. Blandt de metallurgiske fabrikker fremtræder Uralmasj, der under Anden Verdenskrig blandt andet producerede T-34, SU-122, en selvkørende haubits samt panserjagerne SU-85 og SU-100. Mange af de evakuerede fabrikker forblev i i Jekaterinburg efter sejren. Ud over de mange evakuerede produktionsanlæg evakueredes dele af Ermitage musets samlinger fra Leningrad til Jekaterinburg i juli 1941 og forblev der indtil oktober 1945.
Byen ydede meget store bidrag til Sovjetunionens sejr i Anden verdenskrig. I byen formeredes 22. arme og 70. arme, flere divisioner, en række andre enheder og formationer, herunder det legendariske Uralskij frivillige Tank Korps.

### Efterkrigstiden
I årene efter krigen blev nye industri- og landbrugsvirksomheder sat i drift.
I 1960'erne igangsattes et omfattende boligbyggeri, der i dag eksemplificeres af højhusene i Kirovskij, Tjkalovskij og andre boligområder i Jekaterinburg.
Den 1. maj 1960 blev et amerikansk U-2 spionfly skudt ned over Sverdlovsk oblast. Piloten blev taget til fange, stillet for retten, fundet skyldig i spionage og idømt syv års straffearbejde. Han aftjente kun omkring et år, før han blev udvekslet med Rudolf Abel, en højtstående KGB-spion, der var blevet pågrebet i USA i 1957.

### Miltbrandudslip
I april og maj 1979 var der et miltbrandudbrud i Jekaterinburg, der er blevet tilskrevet udslip fra det biologiske forskningscenter "Sverdlovsk-19" militære anlæg af Bacillus anthracis. I følge den officielle version dræbtes 64 mennesker. Forskere og journalister mener antallet af døde er større, op til 100 personer.
I 1980 indledtes byggeriet af byens metrosystem.

### Augustkuppet 1991
Under kupforsøget i 1991 var Sverdlovsk hjemby for præsident Boris Jeltsin, og Jeltsin havde udpeget byen som reservehovedstad i Den Russiske Føderation, hvis opholdet i Moskva blev for farligt for den russiske regering. En reserveregering ledet af Oleg Lobov blev sendt til byen.
Den 4. september 1991 skiftede byen navn til Jekaterinburg. Jernbanestationen skiftede navn til Jekaterinburg 30. marts 2010 år. Omstruktureringen og overgang til markedsøkonomi i slutningen af 1980'erne og begyndelsen af 1990'erne havde en negativ indvirkning på mange områder af livet i byen.

### 2000-tallet
I 2000'erne indledtes en aktiv udvikling af handel, erhverv og turisme i Jekaterinburg. I 2003 havde den russiske præsident Vladimir Putin og den tyske kansler Gerhard Schröder samtaler i Jekaterinburg. Den 15. til 17. juni 2009 afholdtes topmøder i Shanghai Cooperation Organisation (SCO) og BRIK-landene, der påvirkede den økonomiske situation i Jekaterinburg. 13. til 16. juli 2010 afholdtes et møde mellem russiske præsident Dmitrij Medvedev og den tyske kansler Angela Merkel i byen.

## Demografi
Jekaterinburg er med sine 1.477.350(2016)
indbyggere en af 15 russiske millionbyer, befolkningsmæssigt den fjerdestørdte by i Rusland og den største by i Ural.
I de senere år har der været en støt stigning i fødselstallet (i 2010 var det 13,1 pr 1000 indbyggere), ligesom Jekaterinburg har den laveste dødelighed blandt russiske millionbyer.
| Demografisk udvikling for Jekaterinburg fra 1897 til 2015 | Demografisk udvikling for Jekaterinburg fra 1897 til 2015 | Demografisk udvikling for Jekaterinburg fra 1897 til 2015 | Demografisk udvikling for Jekaterinburg fra 1897 til 2015 | Demografisk udvikling for Jekaterinburg fra 1897 til 2015 | Demografisk udvikling for Jekaterinburg fra 1897 til 2015 | Demografisk udvikling for Jekaterinburg fra 1897 til 2015 | Demografisk udvikling for Jekaterinburg fra 1897 til 2015 | Demografisk udvikling for Jekaterinburg fra 1897 til 2015 | Demografisk udvikling for Jekaterinburg fra 1897 til 2015 |
| --------------------------------------------------------- | --------------------------------------------------------- | --------------------------------------------------------- | --------------------------------------------------------- | --------------------------------------------------------- | --------------------------------------------------------- | --------------------------------------------------------- | --------------------------------------------------------- | --------------------------------------------------------- | --------------------------------------------------------- |
| år                                                        | 1897                                                      | 1939                                                      | 1959                                                      | 1970                                                      | 1979                                                      | 1989                                                      | 2001                                                      | 2010                                                      | 2015                                                      |
| indbyggere                                                | 43.239                                                    | 423.000                                                   | 779.000                                                   | 1.025.000                                                 | 1.211.172                                                 | 1.364.621                                                 | 1.259.100                                                 | 1.383.179                                                 | 1.428.042                                                 |

### Etnisk sammensætning
Befolkningen i Jekaterinburg består af et stort antal nationaliteter, hvor det store flertal udgøres af russere og tatarer, ukrainere og basjkirere.
Den nationale sammensætning i følge den russiske folketælling i 2010 var:
| Etnicitet                  | Antal     | (%)     |
| -------------------------- | --------- | ------- |
| Russere                    | 1 106 688 | 89,04 % |
| Tatarer                    | 46 232    | 3,72 %  |
| Ukrainere                  | 12 815    | 1,03 %  |
| Basjkirere                 | 11 922    | 0,96 %  |
| Mariere                    | 6 481     | 0,52 %  |
| Aserbajdsjanere            | 6 381     | 0,51 %  |
| Tadsjikere                 | 5 868     | 0,47 %  |
| Armeniere                  | 5 271     | 0,42 %  |
| Jøder                      | 4 339     | 0,35 %  |
| Usbekere                   | 4 072     | 0,33 %  |
| Kirgisere                  | 5 001     |         |
| Andre nationaliteter       | 32 863    | 2,64 %  |
| Antal angivet nationalitet | 1 242 932 | 100 %   |
| Samlet befolkning          | 1 383 179 |         |

## Administrativ inddeling
Jekaterinburg og det omkringliggende område (herunder flere mindre byer) udgør Jekaterinburg bymæssige okrug (dansk: ~ kommune).
Jekaterinburg bymæssige okrug er opdelt i 7 administrative rajoner:
|   | Rajon              | russisk navn      | Indbyggertal (2015 anslået) | Jekaterinburgs rajoner |
| - | ------------------ | ----------------- | --------------------------- | ---------------------- |
| 1 | Verkh-Isetskij     | Верх-Исетский     | 206.363                     |                        |
| 2 | Zjeleznodorozjnyj  | Железнодорожный   | 158.872                     |                        |
| 3 | Ordzjonikidzevskij | Орджоникидзевский | 280.329                     |                        |
| 4 | Kirovskij          | Кировский         | 223.615                     |                        |
| 5 | Oktjabrskij        | Октябрьский       | 143.560                     |                        |
| 6 | Tjkalovskij        | Чкаловский        | 258.489                     |                        |
| 7 | Leninskij          | Ленинский         | 156.814                     |                        |

Byens historiske centrum er fordelt mellem fem administrative rajoner (undtagen Tjkalovskij og Ordzjonikidzevskij).

## Økonomi
De vigtigste områder i byens økonomiske liv er maskinfremstilling, metalforarbejdning, jernholdig og ikke-jernholdig metallurgi.
På det seneste er indbyggernes købekraften forbedret, og opførelse af forretningscentre som Jekaterinburg-City er planlagt. Den 188,3 m høje skyskraber "Vysotskij", der har 54 etager, stod færdig i 2011 og er den højeste skyskraber i Rusland uden for Moskva.
Ural Airlines har hovedkontor i Jekaterinburg.

### Infrastruktur
Jekaterinburg er et vigtigt jernbaneknudepunkt på den transsibiriske jernbane, med linjer, der når alle dele af Uralbjergene og resten af Rusland.
Da økonomien voksede efter recessionen i 1990'erne, genoptog flere europæiske luftfartsselskaber flyvninger til Koltsovo Internationale Lufthavn (SVX), der betjener Jekaterinburg. Blandt andre Czech Airlines, Turkish Airlines og Finnair beflyver lufthavnen.
Jekaterinburg betjenes også af den mindre Uktus Airport.
Byens offentlige trafiknet omfatter mange sporvogns-, bus-, trolleybus- og minibusruter samt Jekaterinburg Metro, der åbnede i 1991. Jekaterinburg Metro består af én linje med i alt ni stationer.

## Uddannelse
Uralafdelingen af Ruslands Videnskabsakademi og mange andre videnskabelige forskningsinstitutioner og virksomheder er placeret i Jekaterinburg. Med sine 16 statsuniversiteter og uddannelsesakademier samt en række private videregående uddannelsesinstitutioner kan Jekaterinburg betragtes som det førende uddannelsesmæssige og videnskabelige center i Uralområdet.
Institutionerne omfatter Urals føderale universitet (bestående Urals statsuniversitet og Urals tekniske statsuniversitet), Ural statslige pædagogiske universitet, Urals statslige universitet for skovbrug, Urals statslige mineuniversitet, Urals statslige jernbaneuniversitet, Rulands statslige pædagogiske erhvervsuniversitet, Urals økonomiske universitet, Det militære atilleriinstitut, Urals statskonservatorie, Urals staslige jordbrugakademi, Urals statslige juraakademi, Urals statslige medicinske universitet, Urals statslige akademi for scenekunst, Urals akademi for Public service, Institut for internationale affærer, og Urals arkitektakademi.

## Seværdigheder
Den mest besøgte seværdighed i Jekaterinburg er Allehelgenskatedralen, også kendt som "Blodskirken", der står på stedet, hvor bolsjevikkerne i 1918 henrettede zar Nikolaj II og hans familie. Stedet er blevet et valfartssted for tilhængere af det russiske monarki.
Der findes flere arkitektonisk værdifulde bygninger, bland andet hovedsædet for Generaldirektoratet for bjergværk fra 1737, der nu huser Urals statskonservatorium, flere katedraler i russisk stil, den mest berømte af dem er Bolsjoj Zlatoust (dansk: Store Zlatoust) katedralen, der stod færdig i 1876, rådhuset i socialistisk klassicistisk stil, der stod færdigt i 1954, flere af universitetsbygningerne, den permanente cirkusbygning fra 1980'erne og Sverdlovsk stalige teaterakademi, der oprindeligt byggedes i Art nouveau-stil i 1915.

## Internationale forbindelser

### Konsulater
USA, Storbritannien, Tyskland, Frankrig, Kina og flere andre lande har konsulater i Jekaterinburg.

### BRIK topmøder
BRIK-landene afholdt deres første officielle topmøde i Jekaterinburg den 16. juni 2009, med Luiz Inácio da Silva, Dmitrij Medvedev, Manmohan Singh og Hu Jintao, lederne fra Brasilien, Rusland, Indien og Kina tilstede.

### Verdensudstilling
I juni 2013 på den 153. generalforsamling for "Bureau of International Expositions" afholdt i Paris, præsenterede repræsentanter fra Jekaterinburg byens forslag om at være vært for verdensudstillingen i 2020. Jekaterinburg koncept for den kommende udstilling omhandler globaliseringens indvirkning på den moderne verden.
Den russiske præsident Vladimir Putin bekræftede under en tv-transmitteret erklæring på engelsk at øremærke de nødvendige midler til at bygge et udstillingskompleks stort nok til at modtage de anslåede 30 millioner besøgende fra mere end 150 lande.

### Venskabsbyer
Jekaterinburg har ni venskabsbyer:
- San Jose, USA[27]
- Wuppertal, Tyskland
- Guangzhou, Kina[28]
- Most, Tjekkiet
- Plzeň, Tjekkiet
- Hamedan, Iran[29]
- Genova, Italien
- Ferentino, Italien[30]
- Incheon, Sydkorea

## Sport
- FK Ural fudboldklub;
- Jekaterinburg Arena

## Personer fra Jekaterinburg
- Grigorij Aleksandrov (1903–1983), filminstruktør og manuskriptforfatter
- Aleksej Balabanov (1959–2013), filminstruktør og manuskriptforfatter
- Pavel Bazjov (1879–1950), folklorist og børnebogsforfatter
- Anna Bytjkova (1886–1985), formand for Sverdlovsk byråd (1929-1930)
- Pavel Datsjuk (født 1978), ishockeyspiller
- Chiang Fang-liang (1916–2004), tidligere førstedame i Republikken Kina
- Denis Galimzjanov (født 1987), professionel cykelrytter
- Vladimir Grammatikov (født 1942), filminstruktør, skuespiller og manuskriptforfatter
- Aleksej Jasjin (født 1973), ishockeyspiller
- Nikolaj Khabibulin (født 1973), ishockeyspiller
- Olga Kotljarova (født 1976), Olympisk løber
- Nikolaj Kuznetsov (1911–1944), sovjetisk efterretningsagent under anden verdenskrig
- Julija Lipnitskaja (født 1998), kunstskøjteløb
- Vladimir Malakhov (født 1968), ishockeyspiller
- Ernst Neizvestnyj (1925–2016), billedhugger
- Aleksandr Popov (født 1971), olympisk svømmer
- Eduard Rossel (født 1937), tidligere guvernør i Sverdlovsk oblast
- Evgenij Rodygin (1925–2020), komponist
- Kirill Starkov (født 1987), ishockeyspiller
- Sergej Tjepikov (født 1967), Olympisk skiskydning konkurrent